# الجمعية الأمريكية لأطباء لب الأسنان
الجمعية الأمريكية لأطباء علاج الجذور (بالإنجليزية: (American Association of Endodontists) AAE) منظمة غير هادفة للربح لأطباء علاج جذور الأسنان وغيرهم من المهنيين الذين لديهم اهتمام بعلاج جذور الأسنان تأسست في عام 1943.
يقع مقرها الرئيسي في مبنى الجمعية الأمريكية لطب الأسنان في المنطقة الشمالية القريبة من شيكاغو، إلينوي، وتمثل الجمعية أكثر من 7400 عضو في جميع أنحاء العالم.
علاج جذور الأسنان هو أحد تخصصات طب الأسنان التسعة المعترف بها رسميًا من قبل جمعية طب الأسنان الأمريكية. مجلة طب لب الأسنان هي المجلة الرسمية للجمعية الأمريكية لأخصائي علاج جذور الأسنان وتنشره إلزيفير.

## نبذة
تعمل الرابطة الأمريكية لأطباء لب الأسنان كمصدر أساسي للتعليم المستمر في علاج جذور الأسنان لأعضائها وأخصائي طب الأسنان  والجمهور وغيرهم. كوسيلة تعليمية واجتماعية، تجذب الجلسة السنوية للجمعية أخصائي علاج جذور الأسنان وغيرهم من المتخصصين في طب الأسنان من جميع أنحاء العالم لتبادل الأفكار ومعرفة أحدث تقنيات وأبحاث علاج جذور الأسنان. يتم تقديم مؤتمرات تعليمية أصغر في جميع أنحاء الولايات المتحدة.
الجمعية ترعى البورد الأمريكيي لطب الأسنان، الجهة الوطنية المسؤولة عن اعتماد أخصائي علاج جذور الأسنان. تتطلب شهادة البورد إتمام الامتحانات الكتابية والحالات العملية والامتحانات الشفوية بنجاح. يُعرف أخصائيو علاج جذور الأسنان الذين يحصلون على شهادة البورد باسم حاصلين على دبلومات البورد.
تتعاون الرابطة أيضًا مع مؤسسة الأمريكية لأطباء علاج الجذور، وهي منظمة خيرية تابعة تروج للنهوض بعلم علاج جذور الأسنان من خلال منح للتعليم والبحث. تمنح المؤسسة المنح البحثية للطلاب والباحثين مرتين في السنة. حيث تدعم التعليم من خلال منحة زمالة طب الجذور التعليمية ( Endodontic Educator Fellowship Award )، وهو برنامج يدفع الرسوم الدراسية وراتبًا للطلاب الذين يوافقون على تدريس علاج جذور الأسنان بدوام كامل لمدة خمس سنوات، بالإضافة إلى مبادرات تمويلية أخرى.